# Wikipédia en atayal
Wikipédia en atayal (en atayal : Wikibitia na Tayal) est l'édition de Wikipédia en atayal, langue austronésienne parlée à Taïwan. L'édition est lancée le 16 mars 2021,,,. Son code est : tay.
Au 21 mars 2025, l'édition en atayal contient 2 583 articles et compte 2 258 contributeurs, dont 13 contributeurs actifs et 1 administrateur.

## Présentation

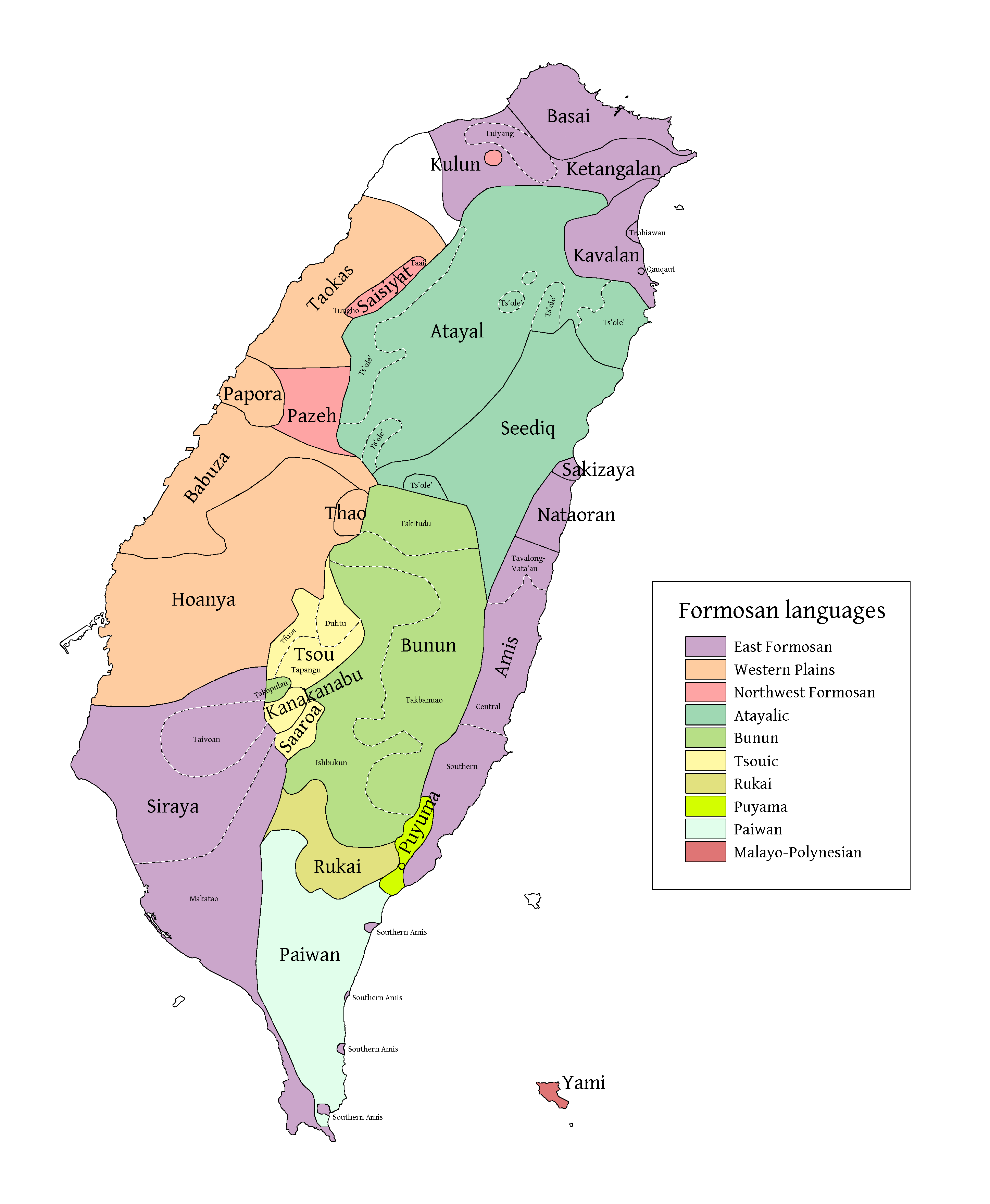
Les langues présentes à Taïwan.
Localisation précise de l'atayal et de ses deux dialectes, le squliq et le c'uli.

## Statistiques
- Le 11 octobre 2024, l'édition en atayal contient 2 575 articles et compte 2 067 contributeurs, dont 15 contributeurs actifs et 1 administrateur.